# IL-2 Sturmovik: Cliffs of Dover
IL-2 Sturmovik: Cliffs of Dover is een vliegsimulatorspel van de Russische spelontwikkelaar 1C Company voor de PC. Het spel werd uitgegeven op 31 maart 2011 door Ubisoft, en is in Nederland en België enkel als een download op Steam beschikbaar.

## Realisme
Enkele vernieuwingen in dit spel, ten opzichte van de vorige delen, maken de ervaring voor de speler veel realistischer. Zo hebben alle vliegtuigen een extreem realistisch intern en extern schademodel waarbij alle schade unieke gevolgen heeft voor het vliegen met het betreffende vliegtuig. Tevens werken alle instrumenten in de vliegtuigen nu in realtime, waardoor de speler meer informatie via het toestel binnen krijgt. Het spel maakt gebruik van een nieuwe game-engine waardoor het grafisch zeer realistisch oogt. Ook heeft het spel een dag/nacht en weercyclus waarbij de weereffecten (onder andere regen en wind) ook het vliegen beïnvloeden. De mappen van het spel zijn een 100% accurate historische weergave van tijdens de Tweede Wereldoorlog. Zo liggen alle radar stations, havens, en industriële gebieden exact op de locaties waar ze ten tijde van de oorlog ook echt lagen.

## Vliegtuigen

### Bestuurbaar
Verenigd Koninkrijk (RAF)
- Bristol Blenheim Mk.IVI
- De Havilland DH 82A Tiger Moth
- Hawker Hurricane Mk.I
- Hawker Hurricane Mk.I dH5-20
- Supermarine Spitfire Mk.I
- Supermarine Spitfire Mk.Ia
- Supermarine Spitfire Mk.IIa

Duitsland (Luftwaffe)
- Heinkel He-111H-2
- Heinkel He-111P-2
- Junkers Ju-87B-2 (Stuka)
- Junkers Ju-88A-1
- Messerschmitt Bf-109E-3
- Messerschmitt Bf-109E-3 / B
- Messerschmitt Bf-110C-4
- Messerschmitt Bf-110C-7

Italië (Regia Aeronautica)
- Fiat BR.20M (Cicogna)
- Fiat G.50 (Freccia)

Rusland (Bonus)
- Sukhoi Su-26

### Computergestuurd
Verenigd Koninkrijk (RAF)
- Avro Anson Mk.I
- Boulton-Paul Defiant Mk.I
- Bristol Beaufighter Mk.IF
- Bristol Blenheim Mk.I
- Gloster Gladiator Mk.II
- Short Sunderland Mk.V
- Supermarine Walrus Mk.I
- Vickers Wellington Mk.IC

Duitsland (Luftwaffe)
- Dornier Do-17Z-1
- Dornier Do-17Z-2
- Dornier Do-215B-1
- Focke-Wulf Fw-200C-1 Condor
- Heinkel He-115B-2
- Messerschmitt Bf-108B-2 Taifun

Italië (Regia Aeronautica)
- Fiat CR.42 (Falco)

## Multiplayer
De multiplayer modus is totaal anders ten opzichte van zijn voorlopers. Er wordt nu gespeeld door middel van een jump-in/jump-out systeem waardoor spelers tijdens een gevecht een server kunnen in- of uitgaan. Door dit systeem kan het gebeuren dat één enkel gevecht een uur kan duren, maar ook een dag, een week of zelfs een maand. Tevens kunnen er in dit spel 128 spelers tegelijk in één server waardoor de gevechten veel grootser en realistischer zijn dan in de vorige delen.